# Chris Connor
Chris Connor (Kansas City, 8 de novembro de 1927 – Nova Jérsia, 29 de agosto de 2009) foi uma cantora de jazz estadunidense conhecida por seu estilo distinto e pelo timbre característico de sua voz. Seu pai era um eminente músico, por essa razão Connor começou a estudar música bem cedo, conseguindo proficiência em clarineta.
No início de sua carreira, Connor se juntou ao "Snowflakes", um grupo vocal da banda de Claude Thornhill, posteriormente ela abandonou o grupo para se tornar a cantora principal da banda de Stan Kenton. Originalmente, ela gravou pela Bethlehem Records, assinando depois com a Atlantic Records, onde gravou por um longo período. Suas gravações mais conhecidas são famosas entre os que estão  familiarizados com o jazz dos anos 1950 e 1960; entre as mais populares estão "Lullaby of Birdland" e "All about Ronnie."
Connor viveu os últimos anos em Toms River, New Jersey. Apesar de afastada dos palcos, ela costumava apresentar-se nos arredores de Nova Iorque. Nos anos 2000, ela chegou a adquirir os direitos de todas as suas gravações do período ABC/Paramount para um possível relançamento. Deixou apenas um sobrinho e empresário, Lori Muscarelle.

## Discografia (Álbuns)
- 1949 Claude Thornhill and His Orchestra com o Snowfall (Fresh Sounds Rec.)
- 1953 All About Ronnie (Giants Of Jazz) - (Compilação que inclui gravações feitas com Stan Kenton e Sy Oliver Orchestra, bem como gravações de 1954 com Vinnie Burke Quartet, o Ralph Sharon Group, com Kai Winding, J. J. Johnson, Herbie Mann, Clark Terry, Barry Galbraith, George Duvivier e Osie Johnson
- 1956 Chris Connor (Atlantic) com Zoot Sims, John Lewis, Milt Hinton, Oscar Pettiford e Ralph Burns Orchestra
- 1956 He loves me, he loves me not, Atlantic 1240) com a orquestra de Ralph Burns
- 1957 Sings The George Gershwin Almanac Of Song (Atlantic) com Al Cohn, Herbie Mann, Milt Jackson, Milt Hinton, Oscar Pettiford, Hank Jones, Osie Johnson
- 1960 This Is Chris (CTI) com Herbie Mann, Milt Hinton, Kai Winding und J. J. Johnson
- 1961 Two´s A Company (Roulette) com Maynard Ferguson Orchestra
- 1961 Free Spirits (Atlantic)
- 1963 Chris Connor At The Village Gate com Ronnie Ball, Mundell Lowe, Richard Davis
- 1978 Sweet and swinging (Progressive 7028) com Mike Abene(pn), Mike Moore (bs), Jerry Dodgian (sax,fl),Ronnie Bedford(dr)
- 1981 Lover Come Back To Me (Evidence) com Fred Hersch
- 1986 Classic (Contemporary) com Claudio Roditi, Paquito D'Rivera
- 1987 New Again (Contemporary)
- 1991 As Time Go By (Enja) com Hank Jones, George Mraz
- 2001 Haunted Heart (High Note)